# Landesregierung Hartmann
Die Landesregierung Hartmann bildete die Niederösterreichische Landesregierung in der Mitte der VIII. Gesetzgebungsperiode von der Wahl von Eduard Hartmann zum Landeshauptmann am 16. Juni 1965 bis zu seinem Tod am 14. Oktober 1966. Die Landesregierung Hartmann war nach dem Tod von Landeshauptmann Leopold Figl angelobt worden und amtierte auf Grund des frühen Tod von Hartmann nur 16 Monate. Während der Amtszeit der Regierung Hartmann kam es nur zu einem Wechsel in der Zusammensetzung, als Emmerich Wenger (SPÖ) am 9. Mai 1966 sein Amt niederlegte und am 26. Mai 1966 von Otto Rösch abgelöst wurde.

## Regierungsmitglieder
| Amt                                                     | Name            | Partei | Ressorts |
| ------------------------------------------------------- | --------------- | ------ | -------- |
| Landeshauptmann                                         | Eduard Hartmann | ÖVP    |          |
| Landeshauptmannstellvertreter                           | Rudolf Hirsch   | ÖVP    |          |
| Landeshauptmannstellvertreter                           | Otto Tschadek   | SPÖ    |          |
| Landesrat                                               | Andreas Maurer  | ÖVP    |          |
| Landesrat                                               | Roman Resch     | ÖVP    |          |
| Landesrat                                               | Emil Kuntner    | SPÖ    |          |
| Landesrat ab 26. Mai 1966                               | Otto Rösch      | SPÖ    |          |
| Vorzeitig ausgeschiedene Mitglieder der Landesregierung |                 |        |          |
| Landesrat bis 9. Mai 1966                               | Emmerich Wenger | SPÖ    |          |